# Ратина рудощока
Рати́на рудощока (Turdinus marmoratus) — вид горобцеподібних птахів родини Pellorneidae. Мешкає в Південно-Східній Азії.

## Підвиди
Виділяють два підвиди:
- T. m. grandior Voous, 1950 — Малайський півострів;
- T. m. marmoratus Wardlaw-Ramsay, RG, 1880 — Суматра.

## Поширення і екологія
Рудощокі ратини мешкають в Індонезії і Малайзії. Вони живуть у підліску гірських і рівнинних вологих тропічних лісах. Зустрічаються на висоті від 610 до 2000 м над рівнем моря.